# 格勒布齐希
格勒布齐希（德語：Gröbzig，發音：[ˈɡrøːptsɪç] ⓘ），正式名称格勒布齐希城（德語：Stadt Gröbzig），是德国萨克森-安哈尔特州安哈尔特-比特费尔德县曾经的一个市镇，面积24.23平方千米，2009年12月31日人口为3,034人。2010年9月1日，格勒布齐希与另外2个市镇并入市镇南安哈尔特。